# Дроздово (Рыбинский район)
Дроздо́во  — деревня в Шашковской сельской администрации Назаровского сельского поселения Рыбинского района Ярославской области .
Деревня расположена в центре осушенных полей к северу от посёлка Шашково. Мелиоративные канавы к северу и востоку от Дроздово служат истоками реки Жидогость, а к югу и западу от Дроздова питают реку Карановская. Дорога к Дроздову сначала идет по дороге Шашково-Шестовское, а примерно в 1 км севернее Мартюнино поворачивает на восток, пересекает Карановскую и выходит к деревне. Другая, просёлочная дорога от Дроздова ведёт сначала на восток к Чернышкино, затем поворачивает на юг к Куликово и идёт далее по правому берегу Жидогости .
Деревня Дроздова указана на плане Генерального межевания Романовского уезда 1790 года. После объединения уездов в 1822 году Дроздово относилось к Романово-Борисоглебскому уезду .
На 1 января 2007 года в деревне числился 1 постоянный житель . Почтовое отделение Шашково обслуживает в деревне Дроздово 21 дом .